# Praça Getúlio Vargas (Alegrete)

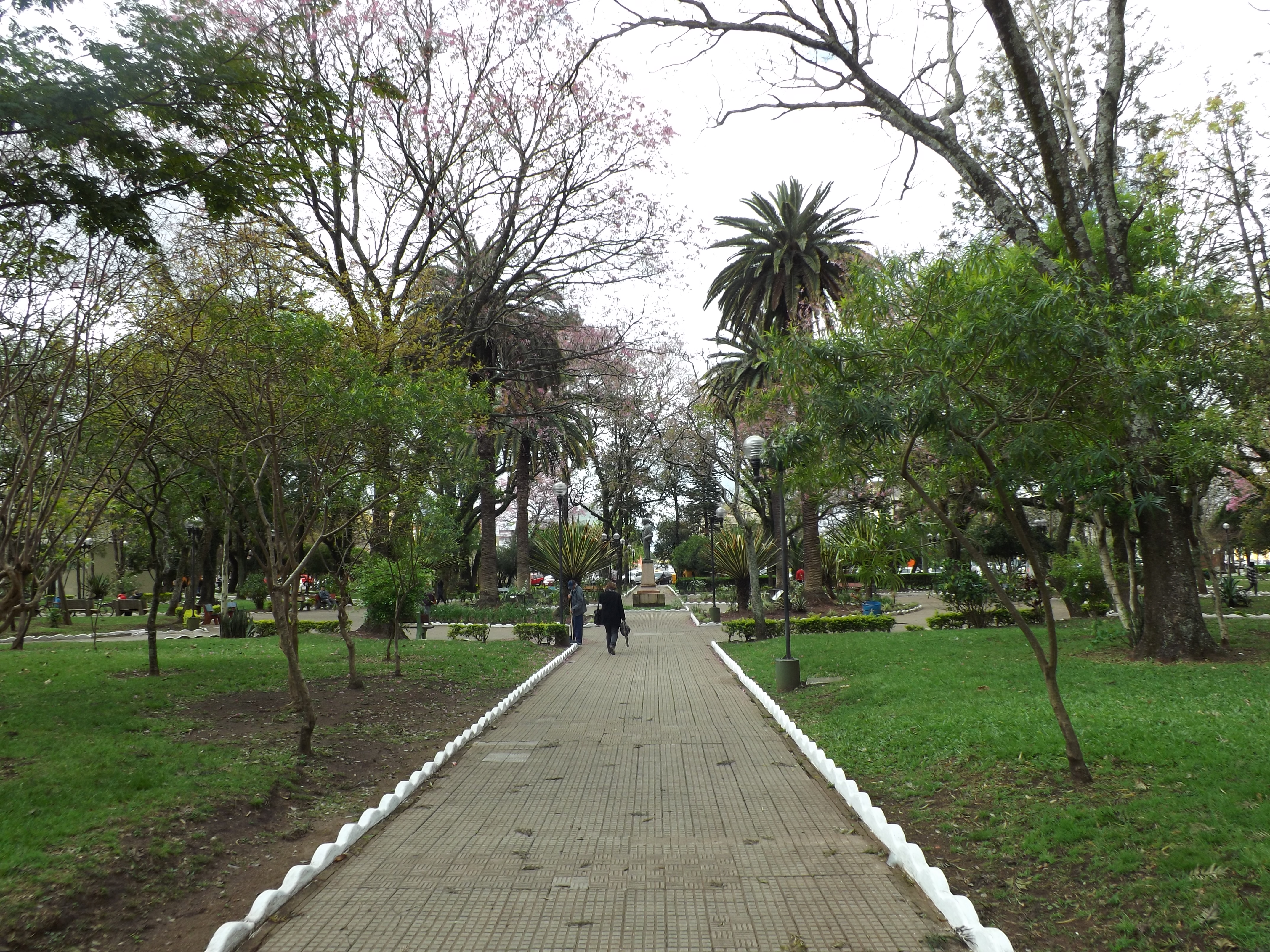
Fotografia mostrando a Praça Getúlio Vargas.

A Praça Getúlio Vargas é a principal praça de Alegrete, RS. A praça é em forma de corredor, com 167 metros de Norte a Sul e 186 metros de Leste a Oeste. Esta praça se localiza no centro da cidade. 

## Monumentos
Entre os vários monumentos e estátuas com placas de bronze da Praça Getúlio Vargas, podemos citar o Monumento ao Expedicionário, o Monumento à Freitas Valle, a pirâmide à uma loja maçônica e o busto de Getúlio Vargas.

## Edifícios
Vários edifícios se localizam ao redor da Praça Getúlio Vargas, entre eles a Universidade da Região da Campanha Campus Alegrete, a Igreja Matriz de Alegrete, o Clube Cassino de Alegrete, a Intendência Municipal, o Ginásio Coberto do Colégio Divino Coração, várias bancas de jornal, um posto de gasolina, alguns museus, uma agência do Banco Bansul, uma locadora de filmes, algumas lojas e várias casas do século XIX.

## Ruas
Pela Praça Getúlio Vargas, passam a R. Mariz e Barros, a R. Barão do Amazonas, a R. Demétrio Ribeiro, a R. Cel Cabrita, a R. Luiz de Freitas, a R. Gal Netto, a R. Gal Vitorino, o Calçadão, a R. Vasco Alves, a R. Dr. Quintana, a R. Nossa Senhora do Carmo e R. José Bonifácio.

## História
Antes da década de 1860, a praça era chamada Praça da Igreja, pelo fato dela estar localizada perto da Igreja Matriz.
Em 1866, o imperador D. Pedro II - por causa da viagem para a cidade de Uruguaiana, fronteiriça de Alegrete - passou nesta cidade, hospedando-se no atual ginásio do Colégio Divino Coração, localizado em uma das esquinas da praça - a Rua General Netto, onde se localiza o ginásio, passou a se chamar Rua dos Príncipes. Em homenagem a este fato, a praça passou a se chamar Praça Dom Pedro II. Este nome se conservou até a Proclamação da República do Brasil, quando passou a se chamar Praça 15 de Novembro.
A praça abrigou também o Teatro Treze de Maio, que foi destruído para a construção do Fórum. Anos depois, a praça ganhou o nome atual, em homenagem ao ex-presidente Getúlio Vargas.